# Carl Versen
Carl August Versen (* 21. Januar 1809 in Beverungen; † 31. Oktober 1871 in Hamm) war ein deutscher Jurist und Politiker.

## Leben
Der aus einem landwirtschaftlichen Elternhaus stammende Versen studierte von 1826 bis 1829 Rechtswissenschaften an der Universität Bonn, der Universität Göttingen und der Universität Berlin. Anschließend war er Auskultator und Referendar, bevor er 1838 als Oberlandesgerichtsassessor tätig wurde, zuerst in Werne, ab 1844 in Paderborn. 1846 wechselte Versen als Land- und Stadtgerichtsdirektor nach Nieheim.
Vom 18. Mai 1848 bis zum 20. Mai 1849 war Versen fraktionsloser Abgeordneter für den 6. westfälischen Wahlkreis (Brackel) in der Frankfurter Nationalversammlung. Nach dem Scheitern der Nationalversammlung nahm er 1849 am Gothaer Nachparlament teil.
1851 wurde Versen Kreisgerichtsrat in Paderborn, von 1858 bis zu seinem Tode war er Appellationsgerichtsrat am Oberlandesgericht Hamm.
Von 1863 bis 1867 war er Abgeordneter im Preußischen Abgeordnetenhaus, wo er zum linken Centrum zählte.